# Lestes pinheyi
Lestes pinheyi é uma espécie de libelinha da família Lestidae.
Pode ser encontrada nos seguintes países: Botswana, Malawi, Namíbia, Nigéria, Tanzânia, Uganda, Zâmbia, Zimbabwe e possivelmente em República do Congo.
Os seus habitats naturais são: savanas áridas, savanas húmidas, matagal árido tropical ou subtropical, matagal húmido tropical ou subtropical, áreas húmidas dominadas por vegetação arbustiva, pântanos, marismas de água doce e marismas intermitentes de água doce.